# Pete Nelson

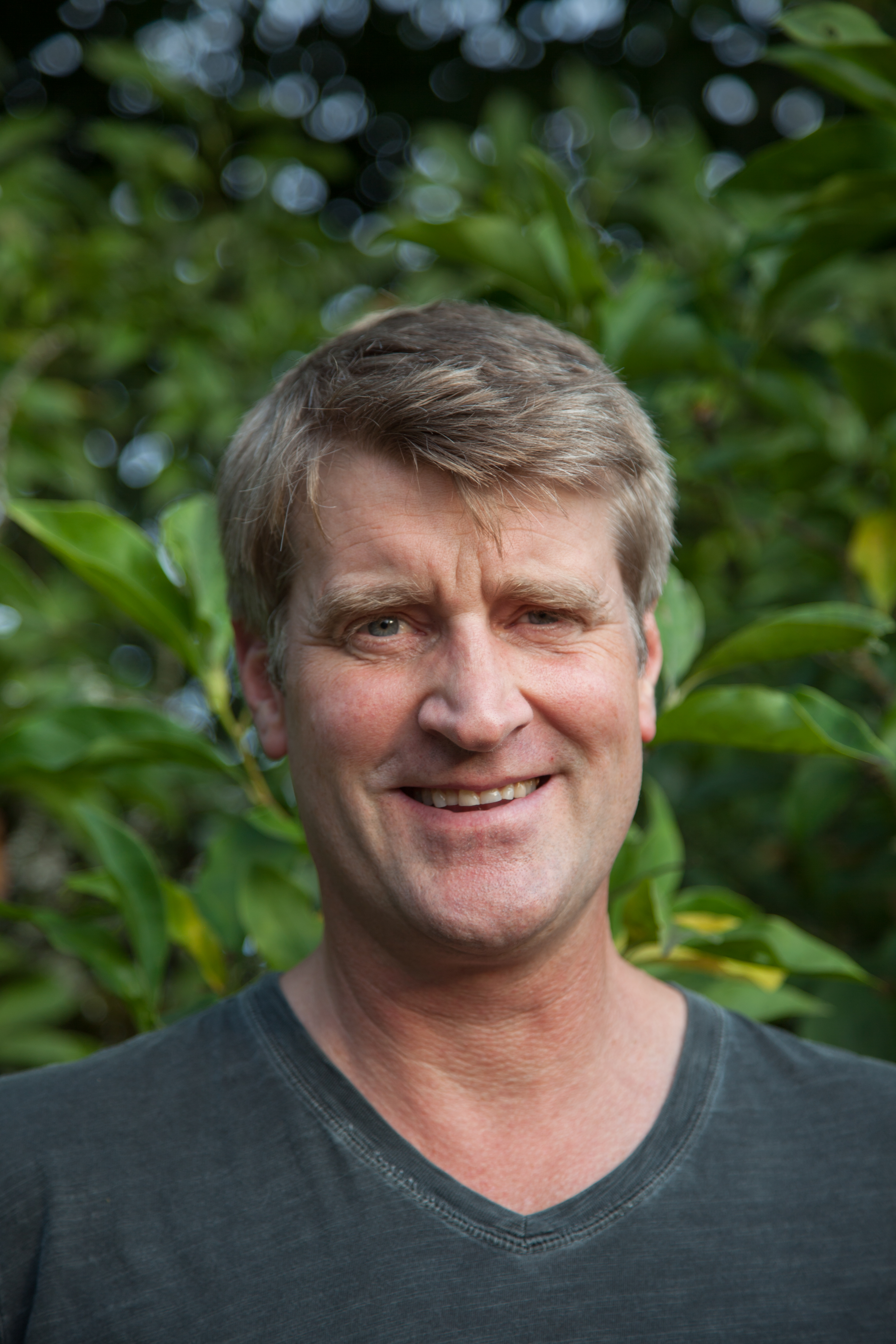
Pete Nelson

Pete Nelson (* 4. Juni 1962 in Ridgewood, New Jersey, USA) ist ein US-amerikanischer Schriftsteller, Schreiner und Unternehmer. Bekannt wurde er durch die Reality-Fernsehserie “Treehouse Masters” ‚Die Baumhaus-Profis‘, welche seit 2013 in den USA ausgestrahlt wird.

## Werdegang
Nelsons Neugier und sein Interesse an Baumhäusern wurde schon im Alter von 5 Jahren geweckt, als ihm sein Vater zum Spielen eine Baumhausfestung auf dem Grundstück in New Jersey baute. Er besuchte ein College in Colorado Springs. Seine Karriere als Baumhausdesigner begann 1987, nachdem ein Schulfreund ihm ein Buch von David Stiles How to Build Treehouses, Huts and Forts übersandte. Er errichtete sein erstes eigenes Baumhaus im Hinterhof seines Grundstücks in Colorado Springs und zog noch im selben Jahr in den Bundesstaat Washington, wo er zunächst bodenständige Häuser baute und damit begann, Bücher über Baumhäuser zu schreiben.
Er veröffentlichte 1994 sein erstes Buch Treehouses: The Art and Craft of Living Out on a Limb, weitere Bücher folgten.
2006 eröffneten die Nelsons die Lodge „Treehouse Point“, ein Bed and Breakfast in Seattle, das Baumhäuser zur Übernachtung anbietet und sich zu einem privaten Eventcernter entwickelte, in dem auch Veranstaltungen mit bis zu 40 Personen ausgerichtet werden können. Im Jahr 2011 gründete er das Unternehmen „Nelson Treehouse and Supply“ mit Sitz in Fall City, Washington, das sich auf die Planung, den Bau und die Versorgung von Baumhäusern spezialisiert hat. Am 31. Mai 2013 startete die Reality-Fernsehserie, die bei Animal Planet (unter dem Titel „Die Baumhaus-Profis“ am  7. April 2014 in Deutschland bei DMAX) ausgestrahlt wurde. Nelson und sein Team bauen hierbei Baumhäuser unter anderem für Grace VanderWaal, die 2016 America’s Got Talent gewann.
Nelson ist seit 1986 verheiratet, er lebt und arbeitet mit seiner Ehefrau in Fall City. Die drei erwachsenen Kinder arbeiten im Familienbetrieb „Nelson Treehouse and Supply“ mit.

## Veröffentlichungen
- Pete Nelson, David Larkin: Treehouses: The Art and Craft of Living Out on a Limb. Mariner Books, 1994, ISBN 0-395-62949-7 (englisch).
- Pete Nelson: The Treehouse Book. Hrsg.: David Larkin. Universe, New York 2000, ISBN 0-7893-0411-2 (englisch).
- Pete Nelson, Judy Nelson, David Larkin: Cabanes perchées. Hoëbeke, 2002, ISBN 2-84230-143-9 (französisch).
- Pete Nelson, Radek Kurzaj: Treehouses of the World. Harry N. Abrams, 2004, ISBN 0-8109-4952-0 (englisch).
- Pete Nelson: Neue Baumhäuser der Welt. 1. Auflage. Brandstätter, Wien 2009, ISBN 978-3-85033-276-7 (englisch: New treehouses of the world.).
- Pete Nelson: Die wunderbare Welt der Baumhäuser: Design, Konstruktion, Inspiration. Brandstätter, Wien 2014, ISBN 978-3-85033-656-7.